# Herbert Paierl
Herbert Paierl (* 26. Mai 1952 in Prebensdorf, Steiermark) ist ein österreichischer Manager und Politiker (ÖVP). Von 1996 bis 2004 war er steirischer Landesrat für Wirtschaft und Europa.

## Biografie
Paierl stammt aus der Oststeiermark und maturierte 1970 in Gleisdorf; anschließend studierte er Raumordnung, Raumplanung und Energiewirtschaft an der TU Wien. Nach Arbeit an verschiedenen Forschungsprojekten wurde er 1981 Mitarbeiter (später Kabinettschef) im Büro des steirischen Landeshauptmannes Josef Krainer junior; eine Funktion, die er bis 1993 ausübte. 1993 bis 1996 war er Vorstandsdirektor des Energieversorgers STEWEAG (heute Energie Steiermark). 1996 wurde er in der Landesregierung Klasnic I Landesrat für Wirtschaft und Europa, in der Landesregierung Klasnic II übernahm er auch noch das Finanzressort. Auf seine Initiative geht die Einführung der Cluster-Strategie in der steirischen Wirtschaftspolitik (Auto-Cluster, Holz-Cluster) zurück. Im April 2004 wurde er in Zusammenhang mit innerparteilichen Streitigkeiten um seinen „Intimfeind“, den ehemaligen Landesrat  Gerhard Hirschmann aus der Landesregierung entlassen und durch Gerald Schöpfer ersetzt.
Seit 2004 ist er als Unternehmensberater selbständig, von 2004 bis 2005 und seit 2009 ist er im Magna-Konzern von Frank Stronach tätig. Im Oktober 2007 wurde er zum Präsidenten des „Management Club Österreich“ gewählt. Nach der Nationalratswahl 2008 wurde er als Kandidat für das Amt des Wirtschaftsministers gehandelt und hatte Presseberichten zufolge bereits zugesagt, seine Bestellung wurde jedoch kurzfristig verhindert. Er ist Aufsichtsrat beim Unternehmen Lyoness, das in Norwegen als illegales, pyramidenspielartiges Verkaufssystem keine Geschäfte mehr machen darf.
Im Juli 2019 wurde er als Nachfolger von Hans Kronberger zum Vorstandsvorsitzenden des Bundesverbands Photovoltaic Austria (PVA) gewählt.
Paierl ist in zweiter Ehe verheiratet, aus erster Ehe hat er eine erwachsene Tochter und einen erwachsenen Sohn.